# سيدني تشابلن (ممثل)
سيدني إيرل شابلن (بالإنجليزية:Sydney Earl Chaplin) (مواليد 30 مارس 1926 - وفيات 3 مارس 2009 ) ممثل أمريكي . وهو ابن الممثل المعروف تشارلي تشابلن من زوجته ليتا غراي .

## روابط خارجية
- سيدني تشابلن على موقع IMDb (الإنجليزية)
- سيدني تشابلن على موقع ميتاكريتيك (الإنجليزية)
- سيدني تشابلن على موقع روتن توميتوز (الإنجليزية)
- سيدني تشابلن على موقع ألو سيني (الفرنسية)
- سيدني تشابلن على موقع ميوزك برينز (الإنجليزية)
- سيدني تشابلن على موقع أول موفي (الإنجليزية)
- سيدني تشابلن على موقع قاعدة بيانات برودواي على الإنترنت (الإنجليزية)
- سيدني تشابلن على موقع قاعدة بيانات الأفلام السويدية (السويدية)
- سيدني تشابلن على موقع ديسكوغز (الإنجليزية)
- سيدني تشابلن على موقع قاعدة بيانات الفيلم (الإنجليزية)
- Sydney Chaplin على موقع فايند أغريف